# Szymon Pawłowski (Politiker)
Szymon Jerzy Pawłowski (* 5. Dezember 1978 in Sanok) ist ein polnischer Politiker der Liga Polnischer Familien.
Pawłowski hat 2002 ein Studium an der Wirtschaftsuniversität Krakau abgeschlossen. Er ist 1998 der Allpolnischen Jugend, 2001 der Liga Polnischer Familien beigetreten. Von 2002 bis 2005 war er Mitglied des Warschauer Stadtrats. 2004 kandidierte er erfolglos bei der Europawahl 2004 in Polen. Bei den Parlamentswahlen 2005 wurde Pawłowski mit 7984 Stimmen aus der Liste der Liga Polnischer Familien zum Abgeordneten im 5. Sejm gewählt. 
Vom 10. Juli bis zum 4. November 2007 war Pawłowski Vorsitzender der parlamentarischen Fraktion der Liga Polnischer Familien im Sejm. Bei den vorgezogenen Parlamentswahlen 2007 bekam er 1454 Stimmen und verfehlte dadurch den erneuten Einzug in den Sejm.
Von 2005 bis 2007 war Pawłowski Redakteur der Zeitung Racja Polska. Bis 2009 arbeitete er in der Telewizja Polska.

## Kontroverse
Die Zeitung Fakt, die der Axel Springer Polska (eine Tochtergesellschaft des deutschen Axel-Springer-Konzerns) gehört, hat Photos von Bogusław Sobczak und Szymon Pawłowski mit emporgehobenen Händen veröffentlicht und sie als Naziabgeordnete bezeichnet. In einer Mitteilung sah die Liga ein Gerichtsverfahren wegen Verleumdung gegen den Autor des Artikels in den nächsten Tagen vor. In einer gemeinsamen Mitteilung erklärten Pawłowski und Sobczak für inakzeptabel, wenn eine deutsche Boulevardzeitung auf eine so abscheuliche Weise polnische Abgeordnete in Verruf bringt, die der am entschlossensten das polnische nationale Interesse verteidigenden Formation entstammen.

## Privatleben
Pawłowski ist Wojciech Wierzejskis Schwager. Er ist verheiratet und hat eine Tochter und einen Sohn.